# Citroën C6 (1928)
Der Citroën C6 ist ein Pkw-Modell von Citroën. Es wurde erstmals im Oktober 1928 auf dem Pariser Salon präsentiert und war das erste Fahrzeug von Citroën mit Sechszylindermotor. Der Motor hatte 2442 cm² Hubraum und leistete 45 PS (33 kW). Der C6 basierte auf dem Citroën C4, der aber nur mit Vierzylindermotoren gebaut wurde. Der C6 sollte eine wohlhabendere Klientel erreichen.
Im Design unterschied er sich vom C4 durch eine längere Motorhaube und den hinten angebrachten Tank. Zudem war er länger und höher als der C4.
Den C6 gab es in elf verschiedenen Karosserievarianten (fünf offene und sechs geschlossene). Hauptkonkurrent war der Renault Vivasix. Die Höchstgeschwindigkeit der Limousine wurde mit 105 km/h angegeben.
Ein besonderer C6 wurde im Jahr 1930 an Papst Pius XI. von der italienischen Tochtergesellschaft von Citroën übergeben. Mit einem mit Gleiskette ausgestatteten C6 bestritt die Gruppe „China“ von André Citroën die Gelbe Kreuzfahrt von April 1931 bis März 1932.
Da der C6 nicht den erwarteten Erfolg hatte, wurde er gemeinsam mit dem C4 durch ein weiterentwickeltes Modell, den Citroën Rosalie, ersetzt. Es entstanden 61.280 Exemplare des C6.
Als Nachfolgemodelle des Typs B14 wurden C4 (zwischen 1928 und 1932) und C6 (1928) zeitweise auch im deutschen Citroën-Produktionswerk in Köln-Poll montiert, wo 1932–1934 auch deren Nachfolgemodell, die von 1932 bis 1938 produzierte Citroën Rosalie in der Ausführung Ganz Deutsch gefertigt wurde.

## Einstufung im französischen Steuer- und Versicherungssystem
Der Sechszylinder hatte 14 CV. Lediglich der nur mit 13 Exemplaren gebaute C6S ("Sport") und der C6G hatten 15 CV.